# پاشلک جزیره اسنرز

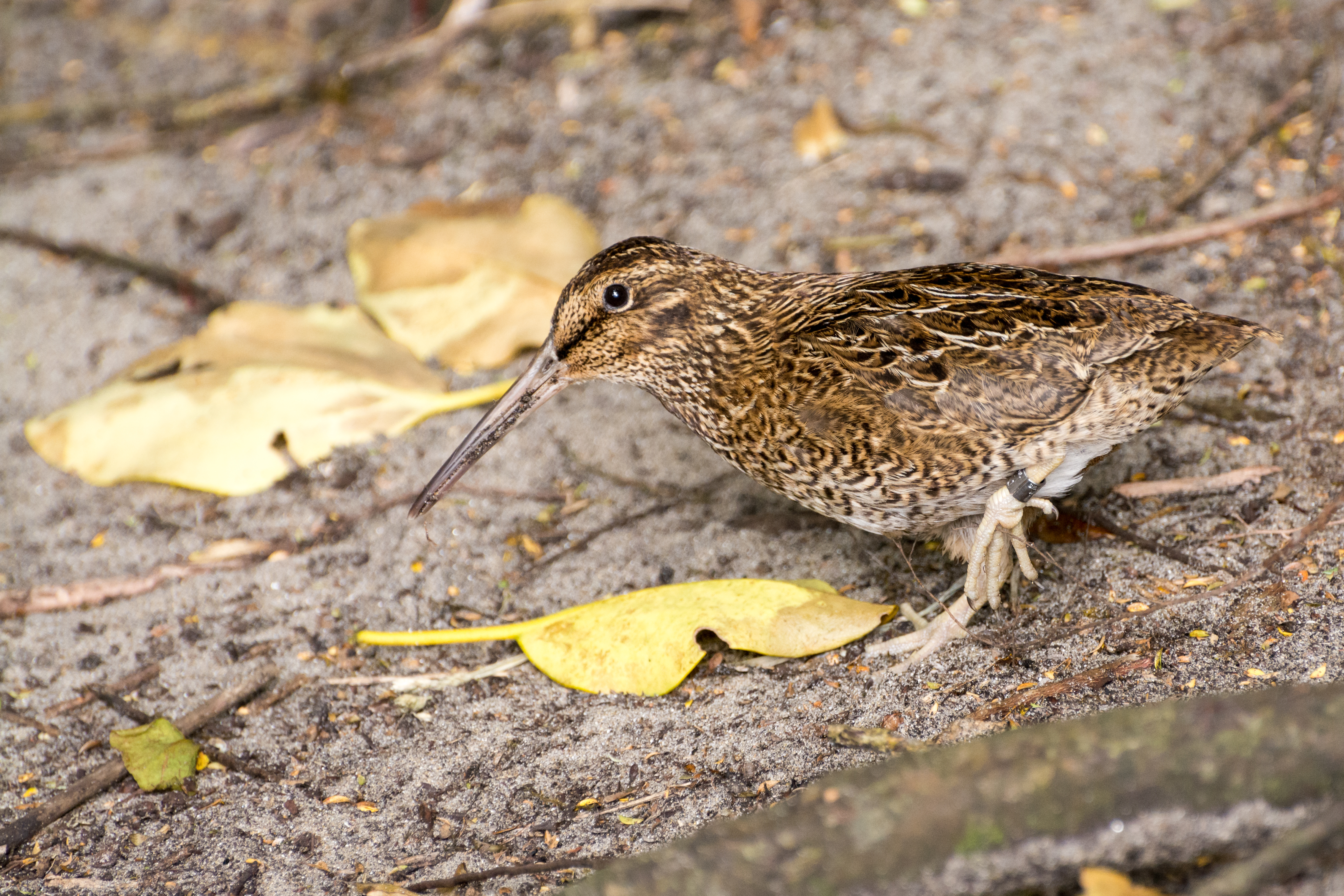
پاشلک جزیره اسنرز

پاشلک جزیره اسنرز (نام علمی: Coenocorypha huegeli) نام یک گونه از تیره آبچلیک است.